# Cyclodinus roberti
Cyclodinus roberti is een keversoort uit de familie snoerhalskevers (Anthicidae). De wetenschappelijke naam van de soort is voor het eerst geldig gepubliceerd in 1892 door Pic.